# Napecoetes
Napecoetes é um gênero de mariposa pertencente à família Acrolepiidae.